# Constantijn Philip de Brauw
Constantijn Philip de Brauw (Montfoort 8 juli 1811 - Ginneken 15 november 1892) was een Nederlands kapitein-ter-zee. Hij werd in 1867 gepensioneerd als hoofd van het  Koninklijk Instituut voor de Marine (KIM) te Willemsoord Den Helder.

## Familie
De Brauw was lid van de patricische familie De Brauw, zoon van Mr. Daniel de Brauw en Amalia Philipina Gobius en trouwde in 1853 met zijn nicht Maria Antonetta Agatha de Brauw. Zij was een zuster van Cornelis Albert de Brauw, generaal-majoor in het Indisch leger. Na het overlijden van laatstgenoemde in 1862 ontfermde het echtpaar zich over zijn gelijknamige 7-jarige zoon, hun neef Albert die net als zijn oom marine-officier werd. Hun eigen huwelijk bleef kinderloos.

## Loopbaan
De Brauw had zijn opleiding uitsluitend aan boord ontvangen. In dienst gekomen als buitengewoon adelborst op 1 april 1826 werd hij twee jaar later adelborst 2de klas aan boord van Z.M. brik Koerier en op 1 oktober 1829 adelborst 1ste klas in welke rang hij deelnam aan de krijgsverrichtingen op de Schelde bij de Belgische onlusten.
Op 1 april 1834 werd hij benoemd tot luitenant-ter-zee 2de klas en op 1 januari 1847 volgde benoeming tot luitenant ter zee 1ste klas. In die rang nam hij deel aan de derde expeditie naar Bali, waar ook zijn neef Cornelis Albert de Brauw bij betrokken was. Hij werd daarvoor, bij Koninklijk Besluit van 11 december 1849 nummer 44, benoemd in de Militaire Willems-orde 4de klas. In 1852 commandeerde hij Zr. Ms schoener Egmond in Indië, in 1854 Zr. Ms. kost-schip te Rotterdam en datzelfde jaar werd hij belast met het bevel over Zr. Ms. stoomschip Curaçao waarmee hij 2 jaar tot het station van Suriname behoorde.
Op 1 augustus 1856 werd hij benoemd tot kapitein-luitenant-ter-zee en in 1858 was hij 1ste officier op Zr. Ms. fregat De Ruyter op reis naar Indië onder commando van kapitein ter zee J.C. du Cloux. Daarna werd hij commandant van Zr. Ms. korvet Prins Maurits der Nederlanden, waarmee hij huiswaarts keerde. In 1861 werd hij gepromoveerd tot kapitein ter zee.
Van 1863 tot 1866 was hij commandant van Zr. Ms. wachtschip Kortenaer te Den Helder en tevens van het Koninklijk Instituut voor de Marine. Op 1 juli 1867 ging hij met pensioen en vestigde zich in Ginneken nabij Breda.